# Champiocolax
Champiocolax, rod crvenih algi u porodici Champiaceae,dio reda Rhodymeniales. Postoje dvije priznate vrste; tipična s karipske obale Kolumbije, i druga uz obalu Južne Australije i Victorije.

## Vrste
1. Champiocolax lobatus Womersley
2. Champiocolax sarae Bula-Meyer

## Vanjske poveznice
|  | Zajednički poslužitelj ima još gradiva o temi Champiocolax |
|  | Wikivrste imaju podatke o taksonu Champiocolax             |